# Мелодія на два голоси (фільм, 1980)
«Мелодія на два голоси» (рос. «Мелодия на два голоса») — російський радянський художній фільм 1980 року режисерів Геннадія Полоки і Олександра Боголюбова за однойменною повістю Анатолія Афанасьєва.

## Сюжет
Після закінчення школи та служби в армії Кирило Воробйов працює на заводі слюсарем. Одного разу він зустрічає Олену, студентку одного з московських вишів, і вперше починає відчувати себе скуто і незатишно в суспільстві інтелігентної дівчини.

## У ролях
- Євген Меньшов
- Людмила Нільська
- Ірина Рєзнікова
- Володимир Заманський
- Софія Павлова
- Віктор Шульгін
- Любов Соколова
- Алла Мещерякова
- Раїса Куркіна
- Станіслав Садальський
- Борис Новиков
- Данута Столярська

## Творча група
- Сценарій: Анатолій Афанасьєв
- Режисер: Геннадій Полока, Олександр Боголюбов
- Оператор: Володимир Трофимов
- Композитор: Олександр Колкер, Олександр Журбін